# Plazma TV
Plazma ekran (engl. plasma display panel – PDP) je vrsta plosnatog ekrana koja je tipična za plazmu TV. Naziv “plazma” dolazi od građe svakog piksela (točke) koja je u biti fluorescentna cijev. U stvarnosti plazma TV ima par milijuna takvih malih fluorescentnih cijevi. Fluorescentna cijev je svjetlosni izvor u kojem se vidljiva svjetlost dobiva na fluorescentnom sloju pobuđenim ultraljubičastim zračenjem koje nastaje električnim izbojem u smjesi živine pare i plemenitih plinova. Svaki piksel zapravo sadrži tri ćelije koje imaju tri različite primarne boje i kombinacijom napona signala može se postići različita boja koju vidimo na ekranu. 
Plazmu ekran ne bi trebalo miješati s ekranom od tekućih kristala ili LCD (engl. liquid crystal display), koji koristi sasvim drukčiju tehnologiju. LCD TV koristi zapravo jedno ili dva velika fluorescentna svjetla kao pozadinsko svijetlo, koje osvijetljava crvenu, zelenu ili plavu boju na prednjem dijelu LCD ekrana.

## Glavne osobine
Plazma TV ima vrlo svijetli ekran (1000 luksa ili više), ima širok raspon boja i proizvodi se u velikom rasponu veličina, sve do dijagonale 3.75 m. Ona nudi bolji prikaz crne boje i samim time bolji kontrast. Osim toga, plazma TV nudi bolji prikaz boja, zbog činjenice da boje dobivate “direktno iz izvora”, isijavanjem iz fluorescentnih piksela, dok recimo LCD TV ekrani dobivaju boje filtriranjem bijelog svijetla, koje je kombinacija svih boja. Crna boja kod LCD TV-a se dobiva blokiranjem bijele svjetlosti. Plazma TV koristi više snage od klasičnog TV ekrana sa staklenom katodnom cijevi ili LCD ekrana. Proizvođači najnovije generacije plazma TV procjenjuju da vijek trajanja je 100 000 radnih sati, nakon koje će boje biti upola svjetlije nego u početku, a to znači oko 27 godina s 10 sati rada svaki dan. Plazma TV se izrađuje s prednjim staklom koje reflektira više svijetla nego LCD ekrani. Trenutačno, zbog ekonomske isplativosti, plazma TV se izrađuje s najmanjom dijagonalom 80 cm (32 inča).

## Prednosti i mane

### Prednosti su:
- Plazma tehnologija ima nedvojbeno postignut krajnje visok stupanj kontrasta, omjer najtamnije crne boje naspram najsvjetlijoj bijeloj boji, koji se može usporediti jedino s organskim LED tehnologijama[3][5][6]
- Plazma TV se može gledati iz vrlo širokog kuta (pomak lijevo i desno od središnje osi na ekranu) bez značajnijih gubitaka u boji ili kontrastu i to zahvaljujući činjenici kako emitira svijetlo izravno iz svake ćelije ekrana ili piksela.[3][5]
- Prednosti plazme TV će doći do izražaja u tamnijim prostorijama i prilikom gledanja filmova.
- Plazma TV ima vrijeme odziva doslovno trenutačno. Najbrži pokret izgleda svjež i čist.[3][5][7][8]
- Plosnati ekran je uzak i nije tako glomazan kao klasične TV sa staklenom katodnom cijevi
- Može se montirati i na zidu[9]

### Nedostaci su:
- ”Zapečena” slika je najveći nedostatak plazma TV, pogotovo u njenim počecima. Ova pojava može nastati ako se na ekranu, duže vrijeme, prikazuje neka statična slika, pa se slika “upeče” i može se vidjeti silueta i nakon promjene slike. Novije generacije su smanjile tu pojavu, ali se preporučuje lagano “uhodavanje” plazma TV u prvih 200-tinjak radnih sati, tako da se kontrast i svjetlina snizi ispod 50% i izbjegava se duže gledanje programa sa statičnim crnim crtama[10][11]
- prednja staklena površina jako reflektira svjetlo. Novije generacije ugrađuju filtere da se smanji blještavilo
- Ranije generacije su imale problem s podrhtavanjem slike[12]
- Ranije generacije su imale problem s fluorescentnim materijalom koji nije imao dugi vijek trajanja
- Za razliku od LCD ili organskih LED ekrana, plazma TV ima izraženije tanke crte između pojedinih ćelija ili piksela (engl. screen-door effect)
- Uglavnom plazma TV se ne izrađuje s manjom dijagonalom od 80 cm (32 inča)
- Nešto su teže od LCD ekrana
- Troše više električne energije od LCD ekrana[13]
- Ne radi tako dobro na velikim nadmorskim visinama, koje može uzrokovati zujanje. Proizvođači trebaju označiti osobine rada na velikim nadmorskim visinama.[14]
- Oni koji slušaju radio na kratkim valovima, mogu osjetiti ometanje u radu plazma TV[15]

### HD i SD razlučivost
HD Ready je akronim za suvremene televizore barem za diretni prikaz video sadržaja visoke (HD) razlučivosti 720p (1280 x 720 piksela progresivno), bez postupka skaliranja i 1080i s primjenom skaliranja. Dakako, prikazuju i sadržaje svih nižih razlučivosti, u kvaliteti koju te razlučivosti omogućuju.
HD je akronim za visoku razlučivost (720p, 1080i, 1080p, 1440p). Osigurava daleko bolju kvalitetu TV ili računalne slike, odnosno preciznije razlaganje sitnih detalja od strandardne (SD) razlučivosti zaslona (480i/p u Europi ili 576i/p u Americi). Ima daleko veće memorijske potrebe u skladištenju i prijenosu podataka od standardne razlučivosti, kao i znatno veće zahtjeve na brzinu računalne obrade video sadržaja. Koristi se u pravilu zajedno s drugim srodnim akronimima (HDTV, HD DVD, HDMI i dr.).
Televizijski prijenos se za sada ne emitira u 1080p kvaliteti, ali tu razlučivost (1920 x 1080 progresivno) koriste Blu-ray i HD DVD optički diskovi za distribuciju video sadržaja (filmova i računalnih igara) visoke kvalitete.
Kvaliteta 1080i slike neprimjetno je slabija od iste na Full HD televizorima, koji je prikazuju bez skaliranja.
Neki HD Ready televizori mogu prikazati i 1080p sadržaj uz primjenu skaliranja, što ima primjenu samo za prikaz filmova s Blu-ray diskova.

Hrvatska radio-televizija HD sadržaje od 2008.g. kodira MPEG-4 / H.264 codec-om, koga praktički ne podržava gotovo ni jedan tip suvremenih televizora na tržištu, pa se prijem signala treba osigurati dodatnim zemaljskim (DVB-T) prijemnicima (tuner-ima) koji podržavaju MPEG-4, uz primjenu "obične" analogne antene, prikladne i za "hvatanje" digitalnog signala visoke razlučivosti. Trenutno nije poznato kada će kabelski operateri isporučivati HD programe na kabelskoj (DVB-C) televizijskoj mreži.
Svega nekoliko nekodiranih televizijskih programa vidljivih iz Hrvatske je dostupno na satelitskoj televiziji u HD kvaliteti (Astra HD Promo, Anixe HD, BBC HD, HD Visio Promo, Melody Zen, Luxe TV HD, HD 5 Promo i Venice HD).
Skaliranje je postupak kojim je omogućeno prikazivanje video sadržaja više rezolucije na uređajima niže rezolucije (npr. prikaz 1080i emisija na HD ready televizorima).
HD DVD standard izlazi iz uporabe nakon 2008.g. kada se ustaljuje Blu-ray kao prihvaćeni standard za video sadržaje visoke kvalitete

## Kako plazma TV radi
Plazma ekran je ustvari mreža par milijuna malih fluorescentnih cijevi, smještenih između dvije staklene ploče. Fluorescentna cijev je svjetlosni izvor u kojem se vidljiva svjetlost dobiva na fluorescentnom sloju pobuđenim ultraljubičastim zračenjem koje nastaje električnim izbojem u smjesi živine pare i plemenitih plinova, obicno neon, ksenon ili drugi.
Dugačke trake električki vodljivih elektroda također se nalaze između dvije staklene ploče. “Elektrode s adresama” se nalaze ispred zadnjeg stakla, koje je obično mutno. “Prozirne pokazne elektrode” se nalaze iza prednjeg stakla. Elektrode su odvojene od stakla s izolirajućim zaštitnim slojem. Upravljački krugovi stvaraju napon u elektrodama, stvarajući razliku napona između prednje i stražnje elektrode. Ako je razlika napona dovoljna, ona pobudi atome plemenitog plina u fluorescentnim cijevima, koji postaju ionizirani, stvarajući tako plazmu – mješavinu atoma, slobodnih elektrona i iona. Sudari slobodnih elektrona u plazmi s atomima inertnog plina stvaraju emisiju svjetla. 
Kod jednobojnih ekrana, plemeniti plin je obično neon, koji daje karakteristično narančasto svijetlo. Kada su elektroni plemenitog plina jednom izbijeni, treba samo mali napon da bi se održao protok struje između elektroda. Mala količina dušika se dodaje neonu da bi se povećala histereza plina. 
Kod plazma TV u boji, pozadina svake fluorescentne cijevi je prekriven sa slojem fluorescentne tvari. Fotoni s ultraljubičastim zračenjem pobuđuju fluorescentnu tvar, koja zatim emitira vidljivo svjetlo s bojom koja je karakteristična za tu fluorescentnu tvar. Princip rada se može usporediti s fluroscentnim cijevima i s neonskim cijevima koje koriste fluoroscentne premaze u boji. Svaki piksel ili točka je napravljena od tri odvojene ćelije, koje imaju fluorescentnu tvar koja emitira crvenu, zelenu i plavu boju. Te tri boje se mješaju zajedno, da bi dali konačnu boju piksela. Plazma TV koristi impulsnu (engl. pulse-width modulation) modulaciju za dobivanje boje, mijenjajući impulse električne struje koji prolaze kroz različite ćelije, tisuću puta u sekundi. Upravljački sistem može mijenjati intenzitet svake boje u pikselu, stvarajući milijune kombinacija crvene, zelene ili plave boje. Plazma TV koristi iste fluorescentne tvari kao klasična televizija sa staklenom katodnom cijevi, koja je poznata po vjernom prikazu boja.

## Utjecaj na okoliš
Dušični trifluorid, kemijske formule NF3, se smatra veoma jakim stakleničkim plinom, i on se koristi za vrijeme proizvodnje plazma TV, koji tako doprinosi klimatskim promjenama.  Plazma TV ima povećanu potrošnju električne energije, u odnosu na ostale ekrane, posebno jer se koriste sve više s povećanim dimenzijama. 

## Povijesne činjenice
Princip rada plazma TV je prvi opisao mađarski fizičar Kalman Tihanyi 1936 godine. Jednobojni plazma ekran ponovno je osmislio 1964. godine, na Sveučilištu Illinois, Donald Bitzer, H. Gene Slottow i Robert Willson, za PLATO računalni sistem.  1983 godine je IBM uveo jednobojni narančasti ekran za model IBM 3270. Godine 1992. Fujitsu je prikazao prvi plazma ekran u boji. U prvoj polovici 2008 godine, prodaja TV ekrana je bila 22,1 milijun klasičnih TV sa staklenom katodnom cijevi, 21,1 milijun s LCD ekranom, te 2,8 milijuna s plasma ekranom.